# محمد هيثمي
محمد هيثمي، لاعب كرة قدم قطري لعب سابقاً في نادي الخريطيات .

## روابط خارجية
- محمد هيثمي على موقع Soccerway.com (الإنجليزية)